# Isopachys gyldenstolpei
Isopachys gyldenstolpei é uma espécie de réptil escamado da família Scincidae.
Apenas pode ser encontrada na Tailândia.